# Lei Peifan
Lei Peifan (Ankang, 31 mei 2003) is een Chinese professionele snookerspeler.

## Carrière
Peifan won in 2024 het Scottish Open. Hij won de finale van Wu Yize, nadat hij onder meer Shaun Murphy, Stuart Bingham en Mark Allen verslagen had. 
Zijn beste resultaat op het WK was in 2025 waar Peifan de laatste zestien bereikte. In ronde 1 versloeg hij de wereldkampioen 2024, Kyren Wilson, met 10-9. 

## Belangrijkste resultaten

### Rankingtitels
| #  | Seizoen   | Toernooi      | Verliezend finalist | Verliezend finalist | Score |
| -- | --------- | ------------- | ------------------- | ------------------- | ----- |
| 1. | 2024/2025 | Scottish Open | Wu Yize             | CHN                 | 9-5   |

### Wereldkampioenschap
Hoofdtoernooi (laatste 32 of beter):
| #  | Seizoen   | Editie  | Prestatie  | Extra                              |
| -- | --------- | ------- | ---------- | ---------------------------------- |
| 1. | 2024/2025 | WK 2025 | Laatste 16 | Verloor met 13-10 van Zhao Xintong |